# اوچانا
اوچانا (به انگلیسی: Uchana) یک زیستگاه انسانی در هند است که در Jind district واقع شده‌است.

## خصوصیات
اوچانا ۴۶٬۵۱۰ نفر جمعیت دارد و ۲۱۵ متر بالاتر از سطح دریا واقع شده‌است.